# Aknasjen
Aknasjen (armeniska: Ակնաշեն) är en ort i Armenien.   Den ligger i provinsen Armavir, i den västra delen av landet, 22 km väster om huvudstaden Jerevan. Aknasjen ligger 838 meter över havet och antalet invånare är 1 362.
Terrängen runt Aknasjen är platt, och sluttar söderut. Trakten är tätbefolkad. Närmaste större samhälle är Etjmiadzin, 7,8 km norr om Aknashen.